# Kouliga
Kouliga (en russe : Кулига) est une localité du nord de la Russie située sur les rives et à proximité de la source du fleuve Kama en République d'Oudmourtie, à 60 km à l'est de la ville de Glazov et 160 km à l'ouest de celle de Perm.